# Odawara-juku
Odawara-juku (jap. 小田原宿 Odawara-juku) – dziewiąta z 53 stacji szlaku Tōkaidō, położona obecnie w mieście Odawara w prefekturze Kanagawa.

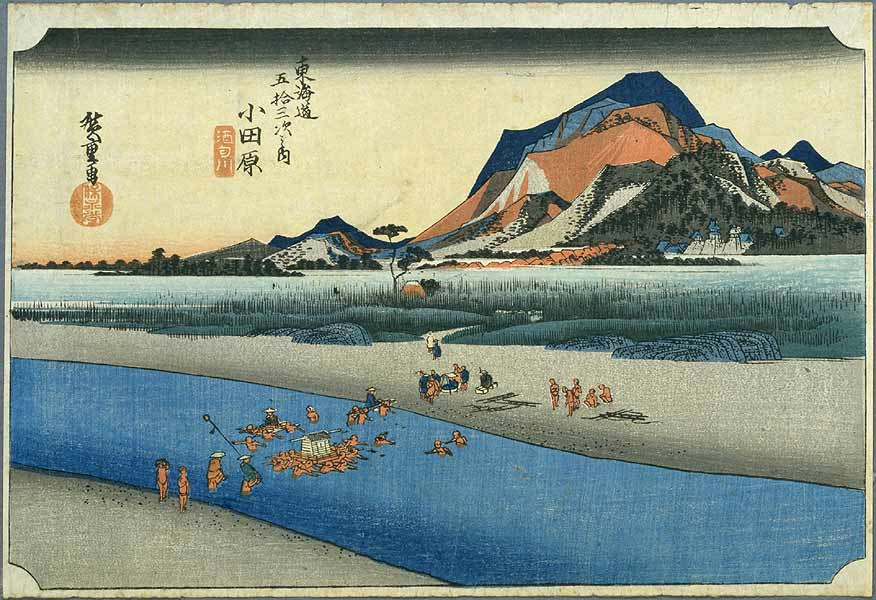
Stacja w latach 30. XIX wieku, Hiroshige Andō

Odawara-juku powstała między górami Hakone i zatoką Sagami, w pobliżu Zamku Odawara, w pobliżu brzegu rzeki Sakawa.